# 志方町投松
志方町投松（しかたちょうねじまつ）は、兵庫県加古川市の大字。郵便番号は675-0313。

## 地理
加古川市志方地区の東側に位置している。また、主要地方道が交差しており、交通路の結節点である。東側は志方町廣尾・平荘町小畑、西側は志方町志方町、南側は志方町上冨木・西神吉町宮前・東神吉町神吉、北側は志方町高畠に接する。

## 歴史

### 沿革
- 1979年2月1日 - 志方町が加古川市に編入され、印南郡志方町大字投松が志方町投松に変更された。[5]

### 字域の変遷
| 実施前               | 実施年       | 実施後             |
| -------------------- | ------------ | ------------------ |
| 印南郡志方町大字投松 | 1979年2月1日 | 加古川市志方町投松 |

## 世帯数と人口
2022年（令和4年）3月1日現在の世帯数と人口は以下の通りである。
| 町丁       | 世帯数  | 人口  |
| ---------- | ------- | ----- |
| 志方町投松 | 133世帯 | 267人 |

## 小・中学校の学区
市立小・中学校に通う場合、学区は以下の通りとなる。
| !番地 | 小学校               | 中学校               |
| ----- | -------------------- | -------------------- |
| 全域  | 加古川市立志方小学校 | 加古川市立志方中学校 |

## 交通

### 鉄道
地内には鉄道は走っていない。

### バス
- 神姫バス

### 道路

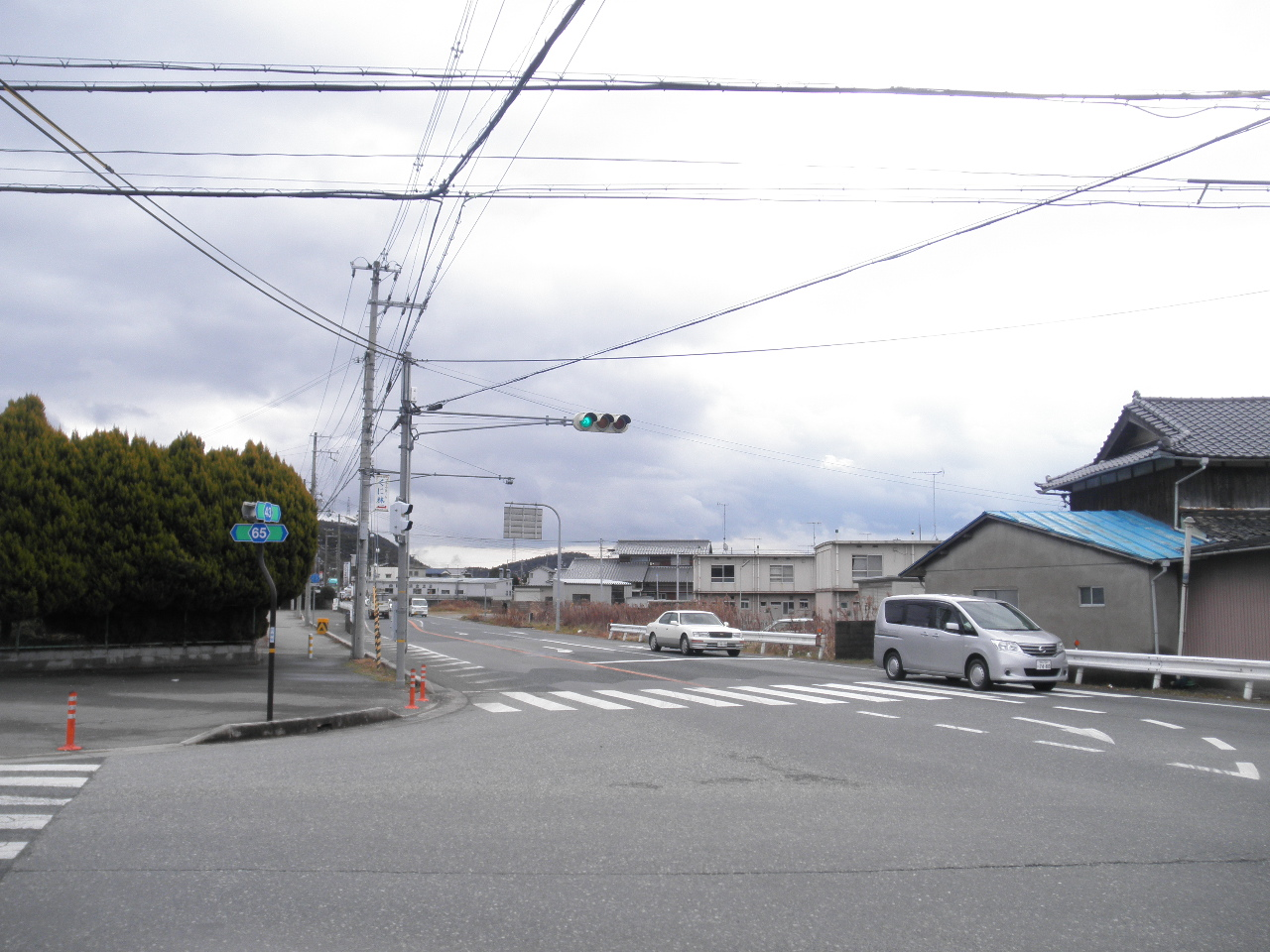
兵庫県道43号高砂北条線
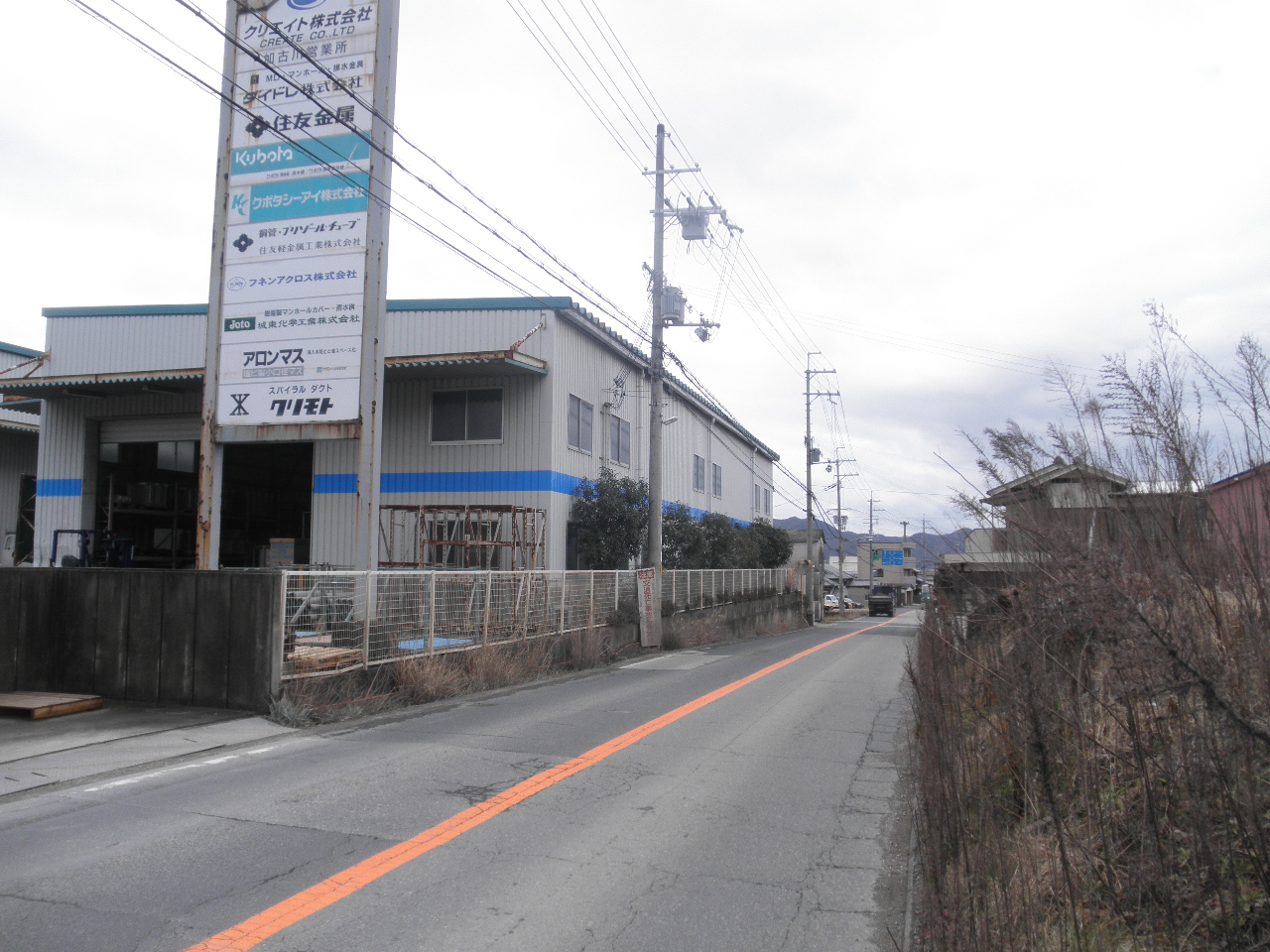
兵庫県道65号神戸加古川姫路線

- 兵庫県道43号高砂北条線
- 兵庫県道65号神戸加古川姫路線

## 施設
- 金正寺
- 幼保連携型認定こども園　ゆき保育園